# Phrosinella kozlovi
Phrosinella kozlovi är en tvåvingeart som först beskrevs av Boris Borisovitsch Rohdendorf 1925.  Phrosinella kozlovi ingår i släktet Phrosinella och familjen köttflugor. Inga underarter finns listade i Catalogue of Life.